# Politikåret 1816

## Händelser
- 11 december - Indiana blir delstat i USA.[1]

### Fotnoter
1. ↑  ”Indiana” (på engelska). World Statesmen. http://www.worldstatesmen.org/US_states_F-K.html#Indiana. Läst 30 juli 2015.